# Хосеп Олер
Хосеп Олер (на каталонски: Josep Oller аз Roca, 1839-1922) – испански бизнесмен, който прекарва в Париж по-голямата част от живота си. Основател на Мулен Руж и изобретател на спортния тотализатор.

## Биография
Хосеп Олер е роден в Тераса, Испания. Семейството му емигрира във Франция, когато е още дете. По-късно се завръща в Испания, за да следва в университета в Билбао. Там той се увлича по боя с петли и започва кариерата си като букмейкър.
В Париж през 1867 г. въвежда нов метод за залагания, наречен от него Pari Mutuel. Успешно предлага своята система на френските надбягвания. Независимо от това, през 1874 г. Хосеп Олер е осъден на петнадесет дни лишаване от свобода и глоба за незаконен хазарт. По-късно, през 1891 г., френските власти вече са легализирали неговата система и забраняват фиксираните коефициенти при залаганията.
През 1870 г. за известно време се премества в Лондон, за да избяга от Френско-пруската война. Там той влиза в контакт със света на театъра.
От 1876 г. усилията на Хосеп Олер се съсредоточават в развлекателната индустрия. Първоначално открива различни заведения за забавление: Fantaisies Oller, La Bombonnière, Théâtre des Nouveautés, Nouveau Cirque и Montagnes Russes. Но големият успех идва, когато през 1889 г. е открита прочутата Мулен Руж. Четири години по-късно той открива първия си парижки мюзикхол: Парижката Олимпия.
Погребан е в гробището Пер Лашез.